# Janez Sedej (duhovnik)
Janez Sedej slovenski rimskokatoliški duhovnik, * 8. maj 1866, Cerkno, † 11. maj 1924, Grahovo.

## Življenje in delo
Rodil se je v osem članski kmečki družini Lovrenca Sedeja in njegove žene Marije (roj. Beuh) kot najmlajši brat goriškega nadškofa Frančiška Borgie Sedeja. Ljudsko šolo je obiskoval v rojstnem kraju. Po končani gimnazij in bogoslovju v Gorici  ter posvetitvi (7. oktobra 1888) je nastopil službo kaplana v Tolminu, bil vikar in šolski učitelj v Borjani. Leta 1906 je nastopil službo vikarja v Kromberku, naslednje leto je odšel v Levpo in v tem okolju (Avče, Kal, Levpa) ostal do konca 1. svetovne vojne. Leta 1918 je bil premeščen v Obloke ter 1923 v Grahovo, kjer je umrl in je tudi pokopan. Sedej je tudi na verskem področju znal združevati vero in narodnost, Nastopil je na političnem shodu, katerega je 15. julija 1894 v Kobarid pripravil duhovnik Anton Gregorčič.